# Sky Saxon
Sky Saxon, geboren Richard Marsh, (Salt Lake City, 1937 – Austin, 25 juni 2009) was een Amerikaanse rock-'n-roll-zanger.
Hij was vooral bekend als oprichter van de garagerockband The Seeds uit de jaren 60, waar hij bas en mondharmonica speelde.
In het begin van zijn carrière trad Saxon op als "Little Richie Marsh" en bracht een mix van Doo wop en pop. Nadat hij zijn artiestennaam veranderd had in "Sky Saxon", speelde hij bij de "Electra-Fires" en de "Soul Rockers". In 1965 ging hij spelen bij de psychedelische band The Seeds, die door Muddy Waters Amerika's Rolling Stones werden genoemd.
Als Sky Sunlight Saxon was hij recent bezig met het maken van een musical, samen met de band "King Arhur's Court". In 2008 werkten Saxon en the Seeds samen voor een aantal nieuwe nummers en opnamen met Billy Corgan van The Smashing Pumpkins.
Op 24 februari 2011 maakte de website Billboard.biz bekend dat de erfgenamen van Saxon een rechtszaak zijn begonnen voor het terugvorderen van de rechten over zijn muziek, waar hij al sinds 1973 geen royalty's meer over ontvangen heeft.